# 西秀区
西秀区位于贵州省中部，隶属于安顺市，是安顺市市辖区之一，也是安顺市市区。

## 历史沿革
- 汉为夜郎国，并置夜郎县。
- 明，改普定路为普定府，辖安顺州、习安州、普定县和顶营长官司。
- 清，撤销普定卫，改置普定县，为安顺府附郭。设贵西道驻安顺，辖贵阳、安顺等六府。
- 民国，置安顺县，寓意吉祥。撤销安顺府，以府亲辖地置安顺县。
- 中华人民共和国1949年11月18日，改安顺专区，为安顺专员公署驻地。
- 1958年，撤销安顺县，设立安顺市。
- 1963年，撤销安顺市，复设安顺县。
- 1966年，以原安顺县城关镇和东关、西关两公社设置安顺市。
- 1990年，撤销原安顺市和安顺县建制，设立新的安顺市（县级），以原安顺市、安顺县的行政区域为其的行政区域，仍由安顺地区行政公署管辖。
- 2000年6月23日，国务院批准同意撤销安顺地区和县级安顺市，设立地级安顺市。安顺市设立西秀区，以原县级安顺市的行政区域为西秀区的行政区域。

## 2020年贵州公交坠湖事故
2020年7月7日12时17分，西秀区发生一起交通事故，一辆本地公交车在行驶时90度急转彎冲出路边护栏，坠入虹山湖水庫。至2020年7月7日晚，21人死亡，16人受伤，由於事發時正值2020年中國高考，車上載有當天高考回家的考生，引起輿論關注。

## 行政区划
西秀区下辖8个街道办事处、10个镇、2个乡、5个民族乡：
南街街道、东街街道、西街街道、北街街道、东关街道、华西街道、西航街道、新安街道、宋旗镇、幺铺镇、宁谷镇、龙宫镇、双堡镇、大西桥镇、七眼桥镇、蔡官镇、轿子山镇、旧州镇、新场布依族苗族乡、岩腊苗族布依族乡、鸡场布依族苗族乡、杨武布依族苗族乡、东屯乡、黄腊布依族苗族乡和刘官乡。

## 交通状况

### 航空
- 安顺黄果树机场

### 铁路
- 贵昆铁路
- 株六铁路
- 沪昆高铁

### 公路
- 国道：滇黔公路（ 320国道）、 321国道
- 高速：贵黄高速公路、清黄高速公路、沪昆高速公路（ 沪昆高速）、厦蓉高速公路（ 厦蓉高速）
- 省道：S102

## 教育状况

### 大学
- 本科院校：安顺学院
- 大专院校：安顺职业技术学院	、安顺广播电视大学

### 职校
安顺老年大学、安顺职工大学

### 中学
- 西秀区民族中学、西秀区高级中学
- 安顺市第一中学、安顺市第二中学、安顺市第三中学、安顺市第四中学、安顺市第五中学
- 安顺市第六中学、安顺市第七中学、安顺市第八中学、安顺市第九中学

### 小学
- 安顺市第一小学、安顺市第二小学、安顺市第三小学、安顺市第四小学、安顺市第五小学
- 安顺市第六小学、安顺市第七小学、安顺市第八小学、安顺市第九小学、安顺市第十小学
- 安顺市第11小学、安顺市第12小学
- 安顺市黑石头小学、安顺市若飞小学、安顺市火烧寨小学、安顺市安运司学校、安顺市铁路学校
- 西秀区头铺小学、西秀区虹轴学校、西秀区北关小学、西秀区安大学校

## 旅游资源
- 黄果树瀑布
- 牂牁古国
- 龙宫
- 夜郎古国
- 屯堡古镇